# Regimantas Adomaitis
Regimantas Adomaitis (ur. 31 stycznia 1937 w Szawlach, zm. 20 czerwca 2022 w Wilnie) – radziecki i litewski aktor teatralny i filmowy. 

## Życiorys
Studiował na Uniwersytecie Wileńskim, gdzie został absolwentem Wydziału Matematyki i Fizyki. Następnie podjął studia w Konserwatorium Wileńskim.
Był znany z licznych występów teatralnych w Kownie i Wilnie, a także ról filmowych, w których wykreował typ Litwina uwikłanego w dramatyczne wydarzenia historyczne. Występował także poza krajem.
Brał udział w działaniach na rzecz niepodległości Litwy.
Był aktorem Litewskiego Narodowego Teatru Dramatycznego w Wilnie. Był mężem piosenkarki Eugenii Baerite.

## Filmografia
- 1963: Kronika jednego dnia jako Lokys
- 1966: Nikt nie chciał umierać
- 1968: Uczucia
- 1971: Król Lear jako Edmund
- 1973: Wspaniałe słowo - wolność
- 1974: Saduto Tuto
- 1977: Wrogowie
- 1979: Życie jest piękne
- 1980: Narzeczona
- 1981: Fakt
- 1990: Trudno być Bogiem jako Wieland
- 2004: Moskiewska saga jako Reston, dziennikarz

## Odznaczenia
- Order „Za zasługi” III klasy (Ukraina, 1998)[2]